# Coccoloba spicata
Coccoloba spicata är en slideväxtart som beskrevs av Cyrus Longworth Lundell. Coccoloba spicata ingår i släktet Coccoloba och familjen slideväxter. Inga underarter finns listade i Catalogue of Life.